# Schismaderma carens
Schismaderma carens är en groddjursart som först beskrevs av Smith 1848.  Schismaderma carens ingår i släktet Schismaderma och familjen paddor. IUCN kategoriserar arten globalt som livskraftig. Inga underarter finns listade i Catalogue of Life.